# Тарзан. Приёмыш обезьяны (фильм)
«Тарзан. Приёмыш обезьяны» (англ. Tarzan of the Apes) — первая экранизация одноименного романа Эдгара Райса Берроуза. Этот чёрно-белый немой фильм, снятый режиссёром Скоттом Сиднеем, был выпущен компанией National Film Corporation of America в 1918 году. Роль Тарзана исполняет Элмо Линкольн.

## Сюжет
Джон и Алиса Клейтон, лорд и леди Грейсток (Тру Бордман и Кетлин Керкхэм), — пассажиры корабля, плывущего в Африку. Судно захвачено мятежниками, и хотя моряк Биннс (Джордж Б. Френч) помогает им спастись, они брошены на берегу тропического острова. Вскоре после смерти родителей, их маленького сына принимает обезьяна по имени Кала и выращивает как собственное дитя.
Считается, что данная экранизация наиболее близко следует оригинальному сюжету романа Берроуза «Тарзан. Приёмыш обезьяны». Главное отличие от книги — в появлении персонажа по имени Биннс, который отвозит Портеров в Африку.

## В ролях
- Элмо Линкольн — Тарзан, сын Джона и Алисы Клейтон, лорд Грейсток, возлюбленный Джейн
- Энид Марки — Джейн Портер, дочь профессора Портера, возлюбленная Тарзана
- Гордон Гриффит — Тарзан в детстве
- Тру Бордман — Джон Клейтон, лорд Грейсток, муж Алисы Клейтон, отец Тарзана
- Кэтлин Киркхэм — Алиса Клейтон, леди Грейсток, жена Джона Клейтона, мать Тарзана
- Томас Джефферсон — профессор Портер, отец Джейн
- Джордж Б. Френч — Биннс, моряк
- Колин Кенни — племянник лорда Грейстока
- Бесси Тонер — буфетчица
- Луис Моррисон — трактирщик
- Джек Уилсон — капитан корабля Фувалда
- Юджин Паллетт
- Фред Л. Уилсон